# Кучи (сельское поселение Новопетровское)
Кучи — деревня в Новопетровском сельском поселении Истринского района Московской области. Население — 39 чел. (2010).
Находится в 32,5 км от Истры и в 400 м от берега озера Чудцевского, через которое протекает речка Болденка, высота над уровнем моря 211 м. Ближайшие населённые пункты: Надеждино западнее и Чудцево на востоке.

## Население
| 2002 | 2006 | 2010 |
| ---- | ---- | ---- |
| 33   | ↗53  | ↘39  |